# Septfonds (Yonne)
Pour les articles homonymes, voir Septfonds.
Septfonds est une commune associée à la commune de Saint-Fargeau.

## Politique et administration

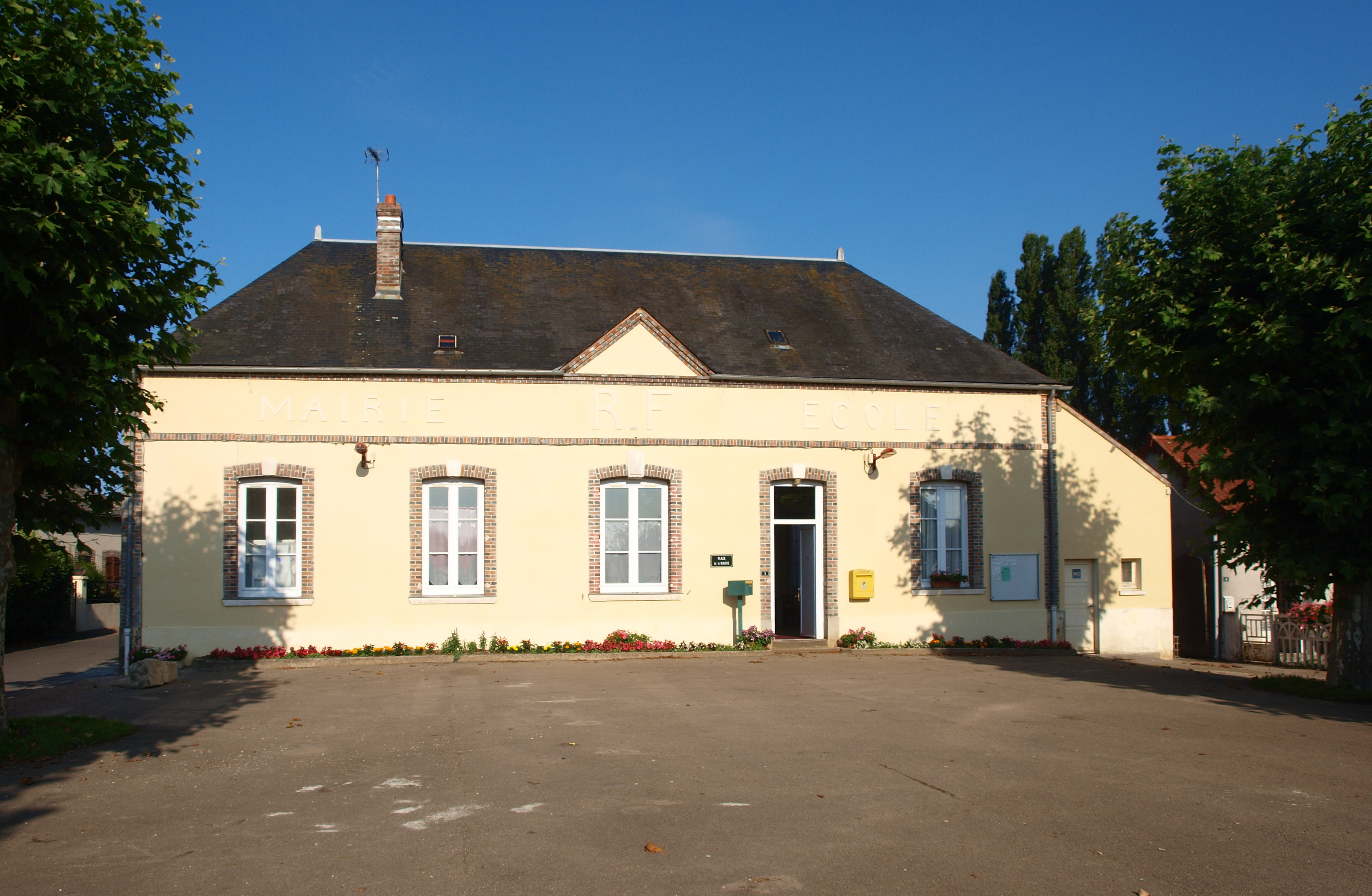
La mairie.

| Période                                  | Période | Identité              | Étiquette | Qualité |
| ---------------------------------------- | ------- | --------------------- | --------- | ------- |
| 2020                                     | 2026    | Annie Garrioux-Rivoal |           | .       |
| 2014                                     | 2020    | Lucien Mazé           |           |         |
| Les données manquantes sont à compléter. |         |                       |           |         |

## Démographie
| 1911 | 1921 | 1926 | 1931 | 1936 | 1946 | 1954 | 1962 | 1968 |
| ---- | ---- | ---- | ---- | ---- | ---- | ---- | ---- | ---- |
| 328  | 267  | 275  | 263  | 277  | 263  | 281  | 220  | 200  |